# Licancabur
Licancabur – symetryczny stratowulkan w południowej części granicy Chile i Boliwii.
Wulkan góruje nad obszarem Salar de Atacama. Szczyt mieści krater o wymiarach 70 na 90 metrów, wypełniony przez jezioro Licancabur. Jezioro to jest pokryte lodem przez większość roku. Jest to jedno z najwyżej położonych jezior na świecie i mimo swego położenia występuje w nim plankton.
Na szczycie znajdują się ruiny zabudowań z czasów inkaskich, będące dowodem, że już wtedy szczyt został zdobyty przez ludzi.

## Galeria

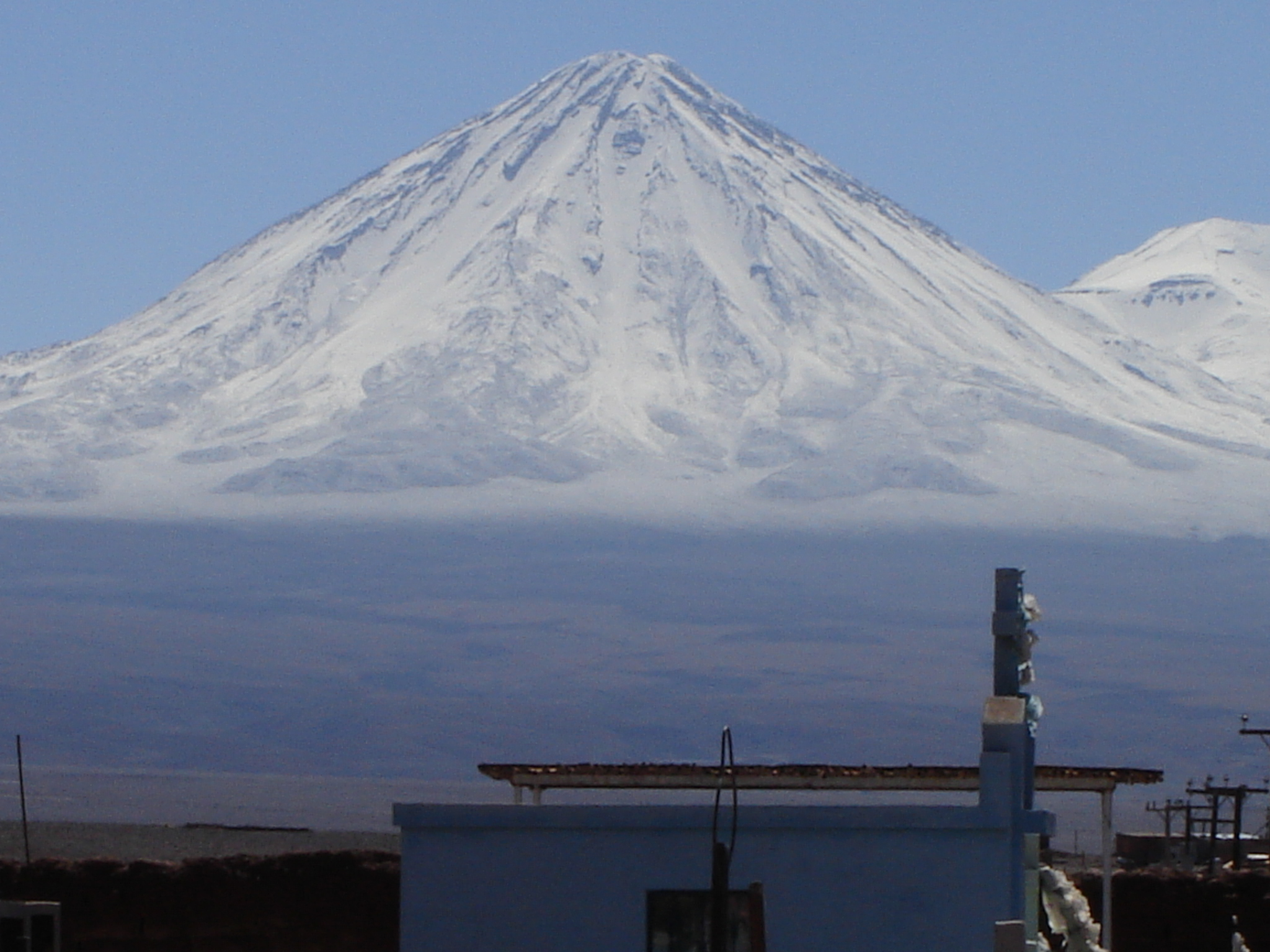
Widok z San Pedro de Atacama
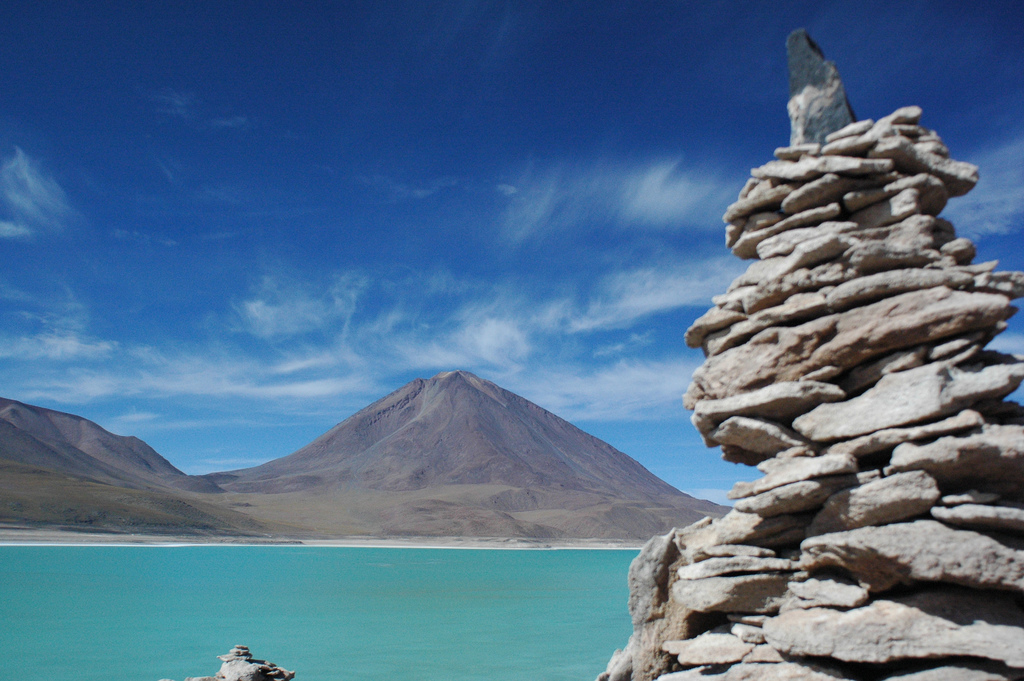
Licancabur
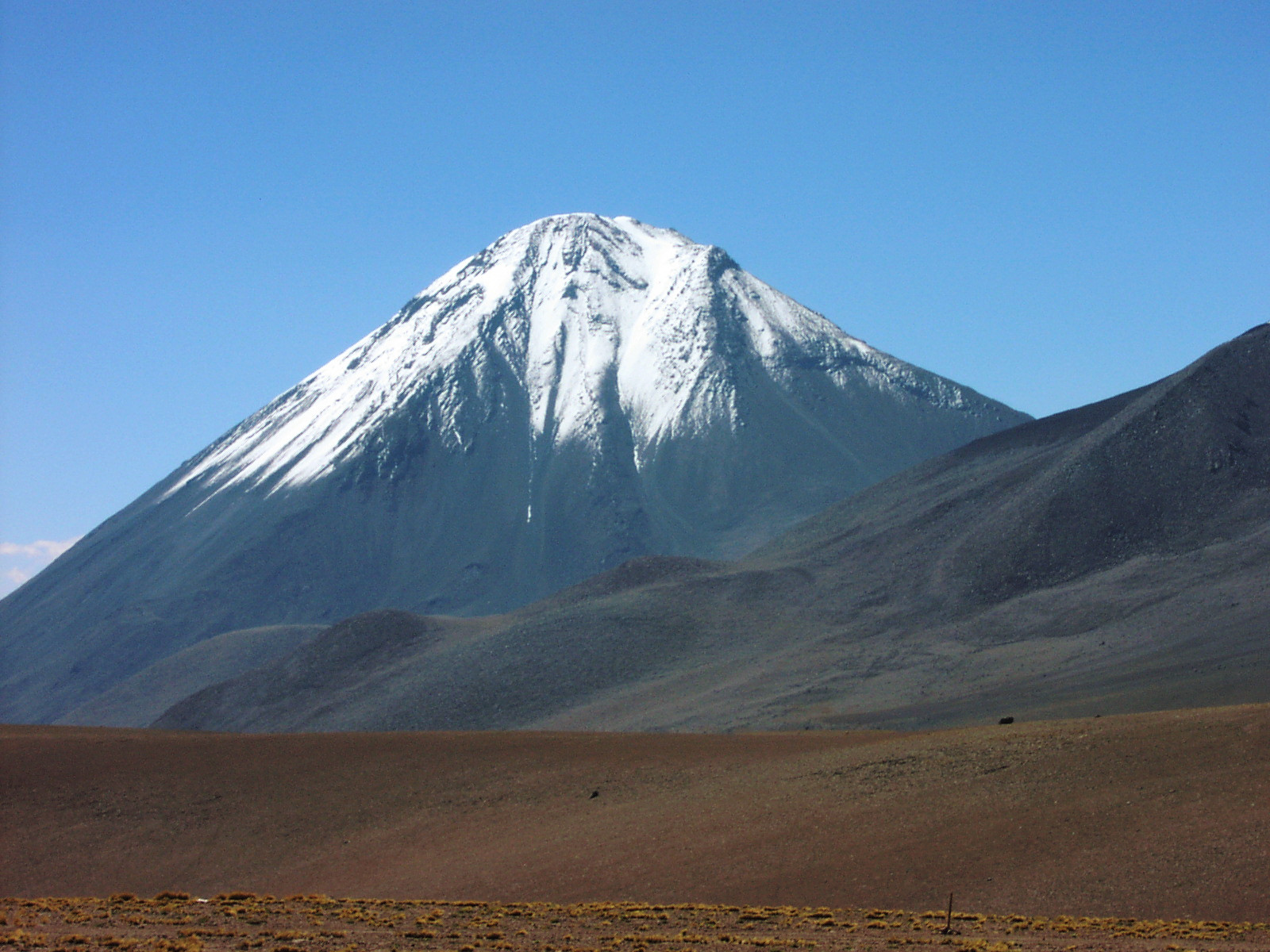
Licancabur z drogi do San Pedro de Atacama
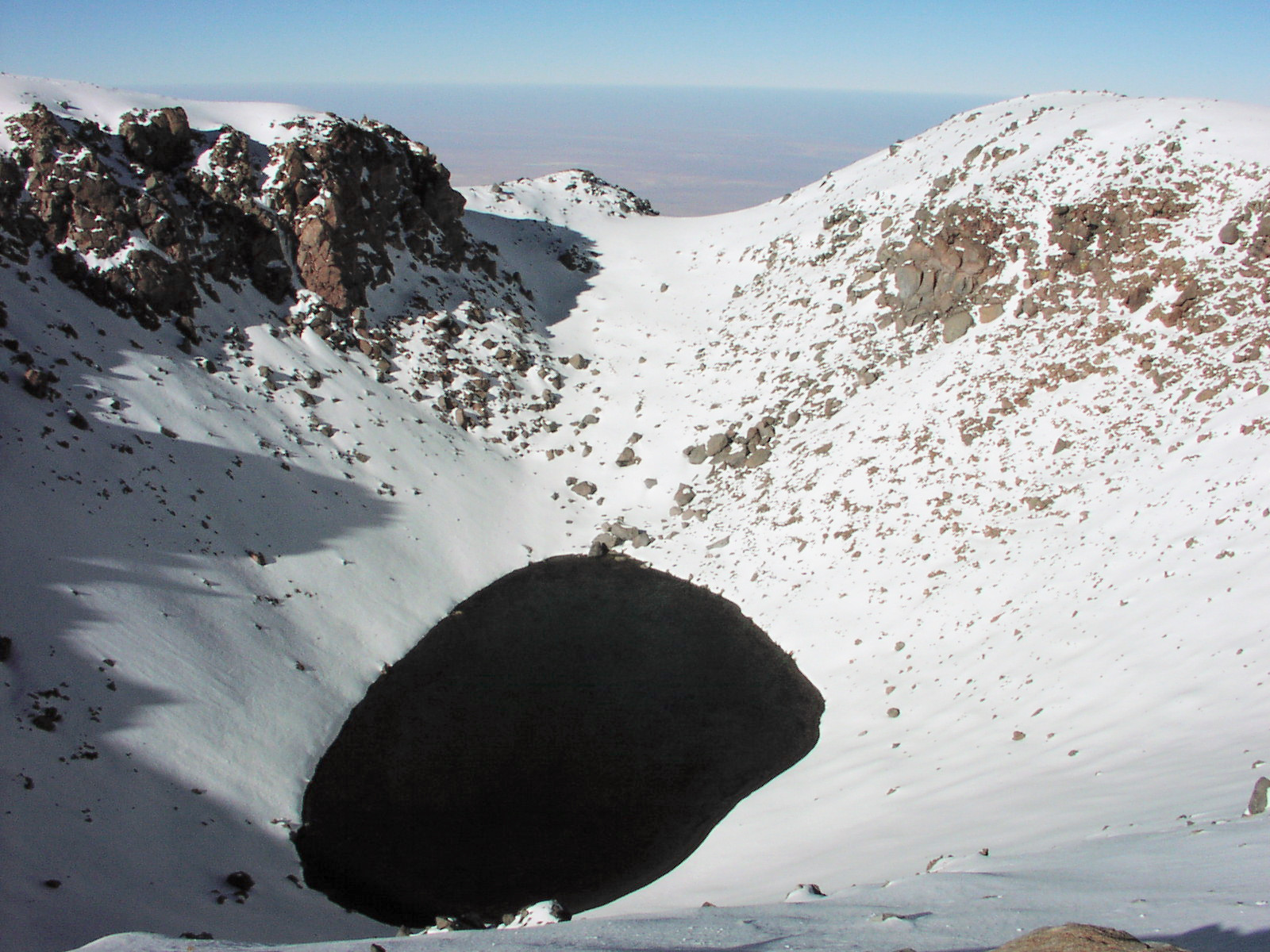
Jezioro Licancabur